# Eddy Bosnar
Edward "Eddy" Bosnar (Sydney, 29 april 1980) is een Australisch voormalig profvoetballer die doorgaans als verdediger speelde.

## Carrière
De verdediger begon zijn professionele carrière in 1997 bij Newcastle Breakers Club, en na drie seizoenen bij drie verschillende Australische clubs, te weten Newcastle, Northern Spirit en Sydney United, maakte hij in 2000 de overstap naar de Kroatische topclub Dinamo Zagreb. Bosnar is zelf ook, zoals zoveel Australiërs, van Kroatische afkomst. Na één seizoen verhuisde hij echter al naar het Oostenrijkse Sturm Graz, waar hij vier seizoenen onder contract stond, met een tussentijdse uitstap naar Everton. Gedurende deze periode zat hij enkele keren dicht bij een selectie voor het Australische nationale elftal aan. Na een niet zo succesvolle terugkeer naar Kroatië in 2005 maakte hij in 2006 de overstap naar Heracles Almelo maar verloor daar tijdens het seizoen 2007/08 de basisplaats en het Japanse JEF United Ichihara Chiba zag wel wat in hem en kocht hem.

## Statistieken
| Seizoen                          | Club                      | Duels | Goals | Competitie                 |
| -------------------------------- | ------------------------- | ----- | ----- | -------------------------- |
| 1997/98                          | Newcastle Breakers Club   | 6     | 1     | National Soccer League     |
| 1998/99                          | Northern Spirit           | 13    | 0     | National Soccer League     |
| 1999/00                          | Sydney United             | 27    | 1     | National Soccer League     |
| 2000/01                          | Dinamo Zagreb             | 20    | 0     | 1. Hrvatska Nogometna Liga |
| 2001/02                          | Sturm Graz                | 20    | 0     | Oostenrijkse Bundesliga    |
| 2002/03                          | Sturm Graz                | 19    | 1     | Oostenrijkse Bundesliga    |
| 2003/04                          | Sturm Graz                | 14    | 0     | Oostenrijkse Bundesliga    |
| 2004/05                          | Everton FC                | 0     | 0     | Premier League             |
| 2005/06                          | Dinamo Zagreb             | 8     | 0     | 1. Hrvatska Nogometna Liga |
| 2005/06                          | HNK Rijeka                | 0     | 0     | 1. Hrvatska Nogometna Liga |
| 2006/07                          | Heracles Almelo           | 28    | 0     | Eredivisie                 |
| 2007/08                          | Heracles Almelo           | 15    | 1     | Eredivisie                 |
| 2008                             | JEF United Ichihara Chiba | 30    | 2     | J-League                   |
| 2009                             | JEF United Ichihara Chiba | 25    | 1     | J-League                   |
| 2010                             | Shimizu S-Pulse           | 22    | 3     | J-League                   |
| 2011                             | Shimizu S-Pulse           | 32    | 5     | J-League                   |
| 2012                             | Suwon Samsung Bluewings   | 10    | 0     | K-League                   |
| Laatst bijgewerkt op 10 mei 2012 |                           |       |       |                            |